# جاي س. الخوري
جاي س. الخوري (بالإنجليزية: J. C. Khoury)‏ هو مخرج وكاتب سيناريو أمريكي، ولد في 1977 في نيويورك في الولايات المتحدة.

## وصلات خارجية
- جاي س. الخوري على موقع IMDb (الإنجليزية)
- جاي س. الخوري على موقع ميتاكريتيك (الإنجليزية)
- جاي س. الخوري على موقع روتن توميتوز (الإنجليزية)
- جاي س. الخوري على موقع ألو سيني (الفرنسية)
- جاي س. الخوري على موقع أول موفي (الإنجليزية)
- جاي س. الخوري على موقع قاعدة بيانات الفيلم (الإنجليزية)
- جاي س. الخوري على موقع كينوبويسك (الروسية)